# Berberis fendleri
Berberis fendleri är en berberisväxtart som beskrevs av Asa Gray. Berberis fendleri ingår i släktet berberisar, och familjen berberisväxter. Inga underarter finns listade i Catalogue of Life.